# Liána Kanélli
Garyfalliá (Liána) Kanélli (en grec moderne : Γαρυφαλλιά (Λιάνα) Κανέλλη), née le 20 mars 1954 à Athènes, est une journaliste et députée au Parlement grec sous les couleurs du Parti communiste de Grèce (KKE) depuis 2000.

## Biographie
En juin 2012, elle est agressée sur un plateau de télévision par le député d'Aube dorée Ilías Kasidiáris,.
Aux élections législatives grecques de janvier 2015, elle est élue députée au Parlement grec sur la liste du Parti communiste de Grèce dans la première circonscription d'Athènes.